# Alamo, Texas
Alamo là một thành phố thuộc quận Hidalgo, tiểu bang Texas, Hoa Kỳ. Năm 2010, dân số của xã này là 18353 người.

## Dân số
- Dân số năm 2000: 14760 người.
- Dân số năm 2010: 18353 người.